# 身體最誠實
《身體最誠實》（英語：Listen To Your Body）是香港電視廣播有限公司製作醫學健康節目，由莫樹錦、李佳芯、何沛珈、梁超怡主持，本節目為《TVB傳承·狂歡55節目博覽2023》重點宣傳節目之一，由香港時間2023年6月26日起，逢星期一至三22:30－23:05在翡翠台播放。

## 簡介
節目中就不同健康問題提供飲食、運動、科研、藥物、醫療等多方面新資訊，包括不同器言的異常狀況，及如何預示可大可小的潛在毛病等。每集均設「Ali Says」環節，由修讀情緒管理課程的李佳芯主持，透過分享自身經歷為觀眾送上心靈雞湯。曾擔任註冊護士的何沛珈與另一位主持梁超怡，則會走到市區進行街頭訪問及小測試等、探討健康迷思。莫樹錦醫生則會邀請醫學界嘉賓訪談互動，破解各種與健康有關的謬誤及疑難。

## 每集內容
| 集數 | 播映日期 | 主題                       | 來源              |
| ---- | -------- | -------------------------- | ----------------- |
| 01   | 6月26日  | 兩分鐘評估阿茲海默症？     | [ 4 ]             |
| 02   | 6月27日  | 健康小兒科                 | [ 4 ]             |
| 03   | 6月28日  | 治療白內障、青光眼的新研究 | [ 4 ]             |
| 04   | 7月3日   | 從「便便」看潛伏身體危機   | [ 5 ] [ 6 ] [ 7 ] |
| 05   | 7月4日   | 從基因認識健康狀況         | [ 5 ] [ 6 ] [ 7 ] |
| 06   | 7月5日   | 肝癌治療新希望             | [ 5 ] [ 6 ] [ 7 ] |
| 07   | 7月10日  | 深入談「心」               | [ 8 ] [ 9 ]       |
| 08   | 7月11日  | 內分泌要「平衡」           |                   |
| 09   | 7月12日  | 提高精神病認知度           | [ 10 ] [ 11 ]     |

## 記事
- 2023年6月22日：節目舉行記者會。[12]

## 外部連結
- 無綫電視節目網頁 - 身體最誠實 （页面存档备份，存于）